# Mitteilungen aus der NNA
Mitteilungen aus der NNA ist der Name einer Zeitschrift, die von der Alfred Toepfer Akademie für Naturschutz (früher: Norddeutsche Naturschutzakademie) herausgegeben wird.
Sie erscheint seit 1990 mit Themen aus den Bereichen Naturschutz, Umweltkommunikation oder Kulturlandschaft, mittlerweile auch als Online-Ressource.